# دیگو کوئینتانا
دیگو کوئینتانا (انگلیسی: Diego Quintana؛ زادهٔ ۲۴ آوریل ۱۹۷۸) بازیکن فوتبال اهل آرژانتین است.
از باشگاه‌هایی که در آن بازی کرده‌است می‌توان به باشگاه ورزشی بارسلونا، باشگاه فوتبال نیولز اولد بویز، و باشگاه فوتبال رئال مورسیا اشاره کرد.
وی همچنین در تیم‌های ملی فوتبال زیر ۲۰ سال آرژانتین و زیر ۲۳ سال آرژانتین بازی کرده‌است.